# This Is Where We Are
This Is Where We Are è un album in studio della cantautrice statunitense Priscilla Ahn, pubblicato nel 2013 in Giappone e Corea del Sud e nel 2014 negli Stati Uniti.

## Tracce
Tutte le tracce sono state scritte da Priscilla Ahn tranne dove indicato.
1. Diana (Ahn, Keefus Ciancia) – 4:33
2. Remember How I Broke Your Heart – 2:35
3. This Is Where We Are – 3:12
4. Home – 3:40
5. I Can't Fall Asleep – 3:47
6. Loop – 3:06
7. Your Name – 1:06
8. Wedding March – 3:13
9. Ooooooo – 2:55
10. Closetlude (Keefus Ciancia) – 0:58
11. In a Closet in the Middle of the Night – 3:43
12. You and Me – 2:25
13. I Think I'm Ready to Love You – 3:29